# Aphrodite’s Child
Aphrodite’s Child – grecka grupa rockowa założona w 1967 przez wokalistę Demisa Rusosa, instrumentalistę Vangelisa Papatanasiu i perkusistę Lucasa Siderasa. Po pierwszej próbie w Anglii zespół pojawił się w Paryżu z gitarzystą Anargyrosem „Silver” Koulourisem (chociaż przez pewien czas zespół występował bez niego). Pierwsze dwa albumy End of the World oraz It’s Five O’Clock łączyły rock lat 60. z grecką muzyką folklorystyczną. Piosenka Rain and Tears z albumu End of the World, oparta na kanonie Johanna Pachelbela, została przebojem we Francji i miała też swoich zwolenników w Anglii. W 1970 roku zespół zaczął nagranie swojego największego dzieła, muzycznej adaptacji biblijnej 
Apokalipsy świętego Jana, zatytułowanej „666 - The Apocalypse of St. John”. W tym czasie relacje pomiędzy Roussosem, Vangelisem i Siderasem nie były najlepsze, ale zespół miał kontrakt na nagranie trzeciego albumu i w 1970 roku nagrali 666. 666 był jedynym albumem, który miał jakiekolwiek powodzenie w Stanach Zjednoczonych.

## Dyskografia
- End of the World (1968)
- It’s Five O’Clock (1969)
- 666 (The Apocalypse of John,13/18) (1972)
- Best of Aphrodite’s Child (1980)
- Aphrodite’s Child's Greatest Hits (1995)
- The Complete Collection (Aphrodite’s Child) (1996)